# Краснер, Екатерина Дмитриевна
Екатерина Дмитриевна Кра́снер (род. 18 декабря 1993, Москва) — российский режиссёр и сценарист.
Получила известность как режиссёр короткометражных фильмов «Вкус» и «Магия превыше всего», сериала «Молодые и сильные выживут», а также сценарист серии фильмов из киновселенной Bubble «Майор Гром».

## Биография
Екатерина родилась 18 декабря 1993 года в Москве в семье психолога Дмитрия Краснера и предпринимателя Галины Скоковой. Часть детства Екатерина провела в «заводском воронежском дворе».
В 2015 году выступила в роли режиссёра своего второго короткометражного фильма «Вкус», снятого по мотивам одноимённого произведения британского писателя Роальда Даля. Работа получила награду международного кинофестиваля «Ennenägematu film» как Лучший игровой фильм.
В 2017 году окончила Всероссийский государственный институт кинематографии, режиссёрскую мастерскую Джаника Файзиева.
Выпускным проектом Екатерины стал короткометражный фильм «Магия превыше всего», где она выступила в роли режиссёра. Картина, финансирование которой было собрано через краудфандинг, получила преимущественно положительные отзывы в прессе и была показана на фестивале «San Diego Comic-Con International».
В сентябре 2020 года Екатерина начала работу над сериальной адаптацией романа Олега Дивова «Молодые и сильные выживут». Премьера состоялась в ноябре того же года, став её первым полнометражным проектом, получив смешанные отзывы зрителей.
В ноябре 2021 года приступила к работе над сценарием для фильма «Гром: Трудное детство». Картина вышла в прокат в 2023 году. Позднее Екатерина продолжила работу над киновселенной, выступив в роли сценариста к следующему фильму серии: «Майор Гром: Игра», вышедшего в 2024 году.

## Фильмография

### Полнометражные картины
- Гром: Трудное детство (2023) — сценарист
- Майор Гром: Игра (2024) — сценарист

### Короткометражные картины
- Высокие отношения (2014) — режиссёр
- Вкус (2015) — режиссёр
- Двойник (2016) — сценарист, режиссёр
- Магия превыше всего (2018) — сценарист, режиссёр

### Сериалы
- Молодые и сильные выживут (2020—2021) — режиссёр
- Любовь и монстры (2020) — режиссёр